# ブラーマン種

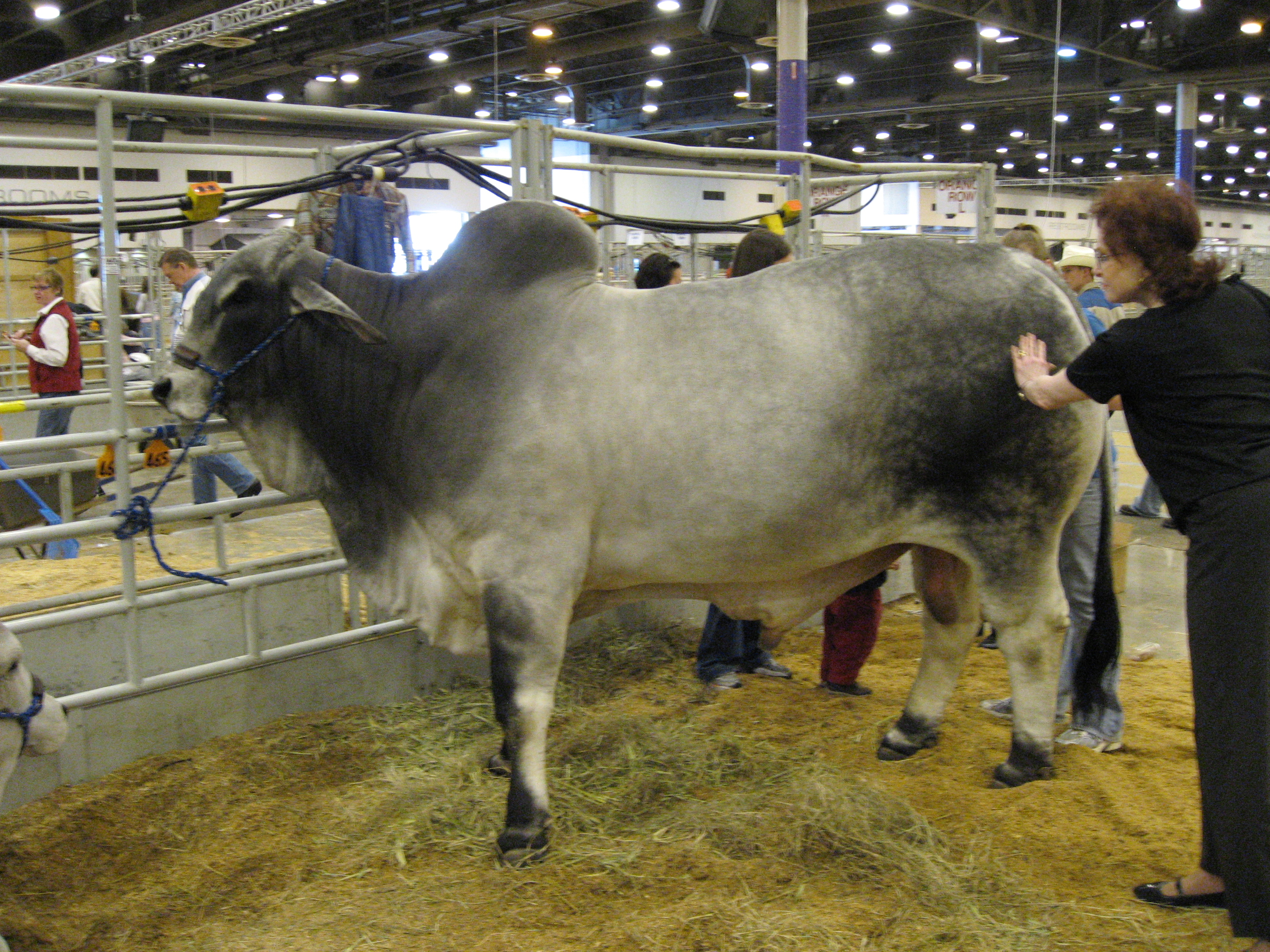
ブラーマン種の雄牛

ブラーマン種（ブラーマンしゅ、英語: Brahman）は、コブウシとタウリン牛の交雑種の家畜用肉牛である。主にグゼラ種、ジール種、ネローレ種などのインド由来の種々の畜牛を交配させて誕生した種である:137:193。 ブラーマン牛は高温地帯での順応性や病気への抵抗力が高く、15齢以上で出産することもあるほど寿命が長い。ブラーマンは多くの国へと輸出されている。また、コブウシとタウリン牛の交雑の比率を変えて様々な品種が作られている:137。

## 画像集

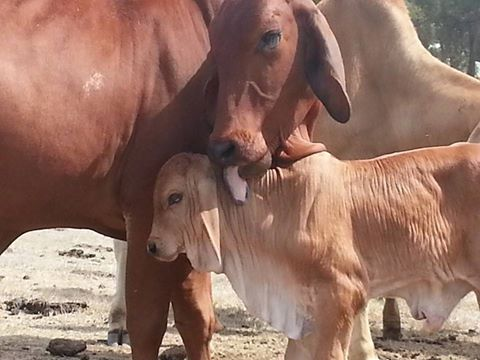
ブラーマン種の親牛と子牛
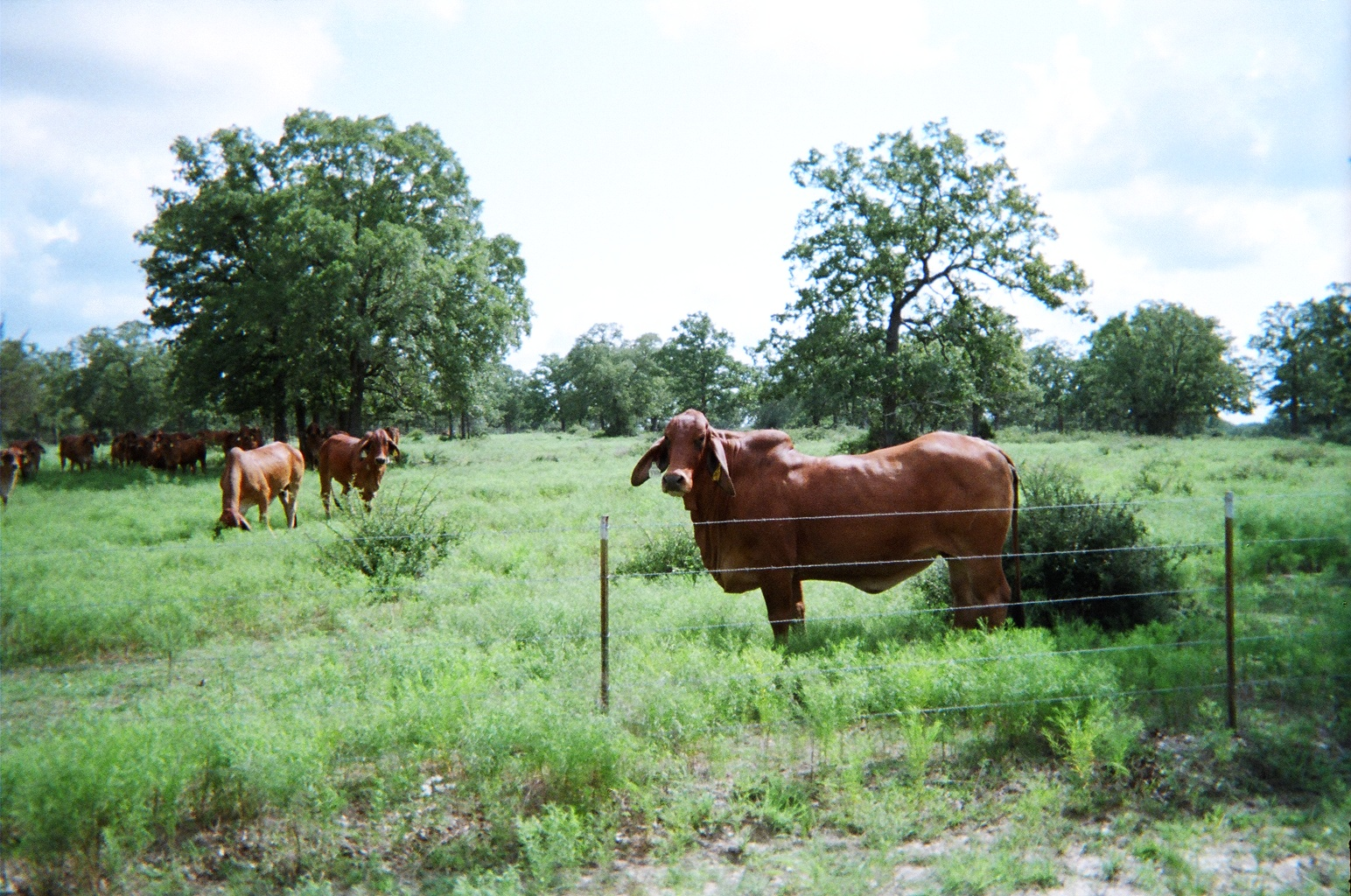
赤毛のブラーマン種
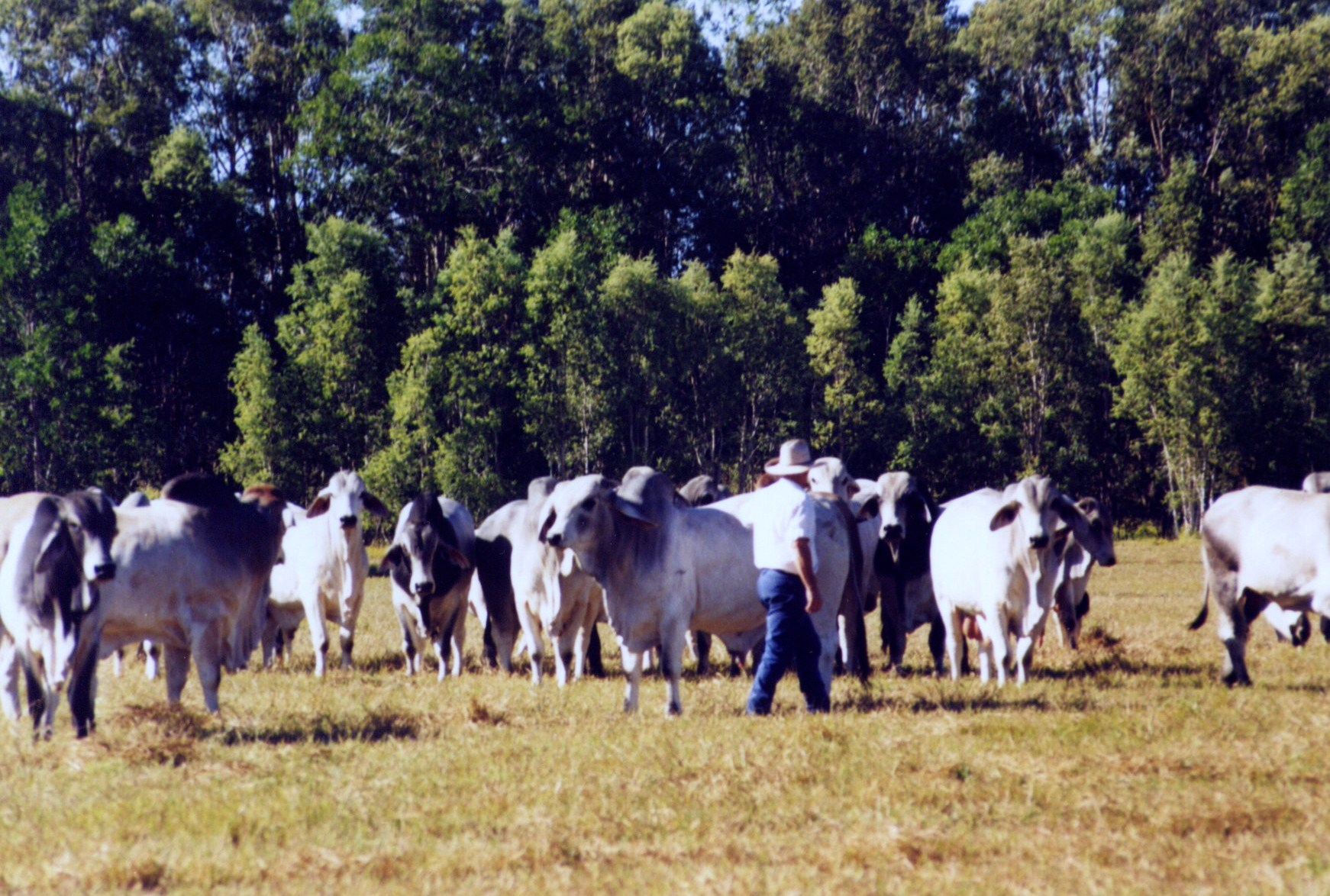
放牧場にいる雄牛